# آبارات
آبارات ((بالفارسية: آپارات) ، Âpârât) هو منصة لمشاركة الفيديو ووسائل التواصل الاجتماعي إيرانية تم تأسيسها في عام 2011 بواسطة شركة صبا إيديا. يقع مقرها الرئيسي في طهران، إيران، وقد أصبحت المنصة الأكثر زيارة لخدمات مشاركة الفيديو عبر الإنترنت في إيران، حيث تقدم مجموعة متنوعة من المحتوى عبر أنواع مختلفة، بما في ذلك الترفيه، التعليم، والأخبار. يبلغ عدد مستخدميها أكثر من 60 مليون مستخدم شهريًا، كما سجلت المنصة 21 مليون مشاهدة يومية للصفحات، أي ما يعادل حوالي 7.6 مليار مشاهدة سنويًا. تم اختيار أپارات كأفضل موقع للأفلام في عام 2011.

## تاريخ
تم تقديم أبارات للمستخدمين الإيرانيين في فبراير 2010، عندما تم تقييد العديد من المواقع الدولية لمشاركة الفيديوهات في إيران. ذكر شاكوري، مدير خدمة أبارات، سبب توفير هذه الخدمة للمستخدمين الإيرانيين بسبب «الطلب الكبير على خدمة مشاركة الفيديو». بعد عام واحد من التشغيل، تم إطلاق إصدار إندرويد في فبراير 2011. في ديسمبر 2012 تجاوز الموقع المليون مشاهدة. في يوليو 2013، تم إصدار نسخة iOS. في وقت لاحق من ذلك العام، في تشرين الثاني (نوفمبر) 2013، أُقيمت أول مسابقة تصوير عبر الإنترنت بعنوان «ضيف طهران (بلدية طهران)» بالتعاون مع بلدية طهران. في وقت لاحق في مارس 2014، أُطلق الإصدار الثاني من تطبيق Android. في أبريل 2014، أنشأ رئيس جمهورية إيران الإسلامية حسابًا وأنشأ أول قناة حكومية رسمية. ثم وزير الاتصالات بعد فترة وجيزة. تلى ذلك إنشاء العديد من الشخصيات والعلامات التجارية السياسية والثقافية والفنية قنواتهم الرسمية على الموقع. بثت ابارات مسابقات كأس العالم 2014 ونظمت مسابقة مواهب في يوليو 2014 بعنوان «معجزات إيرانية». اعتبارًا من أكتوبر 2014، تجاوزت المشاهدات اليومية لمقاطع فيديو المنصة أربعة ملايين مشاهدة يوميًا. في نوفمبر 2014، أطلق إصدار Aparat Kids، وفي يناير من نفس السنة أطلقت منصة فيليمو، التي يبث من خلالها الأفلام والمسلسلات التلفزيونية الإيرانية والعالمية.

## ميزات متعلقة بالفيديو في آبارات
رغم أن معظم مقاطع الفيديو متاحة للجميع بدون اشتراك، يُطلب أحيانا الدفع للمشاهدة حسب اختيار القائم بالتحميل. يستخدمالموقع t Adobe Flash Player لعرض الفيديوهات. يمكن للمستخدمين رفع مقاطع الفيديو بصيغ مختلفة، مثل mpeg و 3gp و webm و mkv و avi و mp4. يمكن أيضًا تحميل مقاطع الفيديو ومشاهدتها بجودة HD للمشتركين. الحد الأقصى لملفات الفيديو هو 1500 ميجابايت، على الرغم من أنه يمكن رفع فيديوهات أكبر باستخدام «الحسابات المعتمدة». اعتبارًا من 21 يوليو 2015، بدأت آبارات في دعم الترجمة. يمكن للمستخدمين رفع ترجمات بجانب مقاطع الفيديو الخاصة بهم. وقد سمح ذلك بتوسيع نطاق المشاهدة بلغات أخرى غير الفارسية. يمكن تصنيف مقاطع الفيديو المحملة بناءً على تنوع اهتمامات الزوار. لا يوجد هناك حد لعدد تصنيفات الفيديو.

## ميزات متعلقة بالخدمات في آبارات
من أجل تحميل مقاطع الفيديو على آبارات، يجب على المستخدمين أولاً تسجيل حساب عضو. يمكن للمستخدمين بعد ذلك تحميل مقاطع الفيديو ووضع تعليقات حولها ومتابعة المستخدمين الآخرين. الحسابات مقسمة إلى مجموعتين: مُحقق منها وغير مُحقق منها. يمكن للأعضاء أيضًا عرض الإحصائيات، الإعجاب بمقاطع الفيديو وتلقي الإخطارات. تتوفر أيضًا تحليلات أكثر عمقا لفيديوهات القائمين بالتحميل. تُعرض الفيديوهات ذات التفاعلات الأعلى والأفضل ضمن صفحة المستخدم الرئيسية. يجب تصنيف مقاطع الفيديو المحملة ضمن أحد الفئات التالية: الألعاب، التعليم، أو الكوميدية، أو الشخصية، أو الدينية، أو الأفلام، أو الترفيه، أو السياس، أو الأخبار، أو الموسيقى، أو الرياضة، أو الأحداث، أو العلوم والتكنولوجية، أو الرسوم المتحرك، أو الحيوانات، أو الطبيعة، أو الفن، أو الإعلان، أو غير ذلك من أنواع الفئات المحددة من قبل المستخدم. يدعم Aparat تضمين الفيديو. لمواجهة الجودتين المنخفضتين للإنترنت وسرعتها في إيران، تتيح المنصة إمكانية تنزيل فيديوهات ذات جودة عالية بدلا من البث 

### القنوات الرسمية والمعتمدة
قنوات المسؤولين والأشخاص الذين تم التحقق منهم يشار إلى حساباتهم بعلامة الاختيار الخضراء بجوار حساباتهم. يمتلك عدد من الشخصيات والمسؤولين البارزين في الجمهورية الإسلامية الإيرانية قنوات رسمية وينشطون في هذه الخدمة. تعد آبارات واحدة من منصات التواصل الاجتماعي الإيرانية القليلة التي تتمتع بالمصادقة. ظهرت عدة خلافات بشئن الحسابات المحقق منها في المنصة شملت مسؤولين في الجمهورية الإسلامية الذين يستخدمون شبكات اجتماعية غير إيرانية مثل فيسبوك. هناك أيضًا العديد من الشخصيات الثقافية والفنية والعلامات التجارية الشهيرة التي لها قنوات رسمية على الخدمة. يوجد حاليًا 201 قناة رسمية معتمدة.

### القنوات المدفوعة
رغم أن معظم مقاطع الفيديو مجانية بشكل افتراضي، يمكن للقائمين بالتحميل تقييد مشاهدة المقاطع الفيديو الخاصة بهم بسعر اشتراك.

## مسابقات
في عام 2014، بدأت آبارات مسابقة على الإنترنت بعنوان «معجزات إيرانية» من أجل إبراز المواهب الإيرانية في مختلف المجالات. أقيمت هذه المسابقة في الفترة من 11 سبتمبر إلى 19 أكتوبر وأشرف على التحكيم شخصيات معروفة مختلفة. أقيمت المسابقة في 5 أجزاء عامة. أفاد شاكوري، مدير شركة ابارات أن الموقع استقبل 3279 مشاركة تمت مشاهدتها أكثر من مليوني مرة. تعتزم آبارات عقد الجولات اللاحقة من المسابقة مستفيدة من خبرات الجولة الأولى. بعد حديثه عن «معجزات إيرانية»، أكد شكوري: «تم تحميل مقاطع الفيديو من مناطق مختلفة من البلاد، حتى من المناطق التي ذات المرافق المحدودة، كما في القرى».

## آبارت كيدز
في ديسمبر 2014، تمت إضافة ميزة جديدة تسمى "Aparat Kids". تهدف هذه الميزة إلى تسهيل تصفح الأطفال للمحتوى المتاح عبر الإنترنت مع ضمان وصول الأطفال إلى المحتوى المناسب فقط. قامت آبارات بتطوير التطبيق لمستخدمي Android و Windows Phone.

## التأثير الإجتماعي
بعد فلترة محتوى YouTube وخدمات مشاركة الفيديو الدولية الأخرى، تقلص استخدام إيران لهذه الخدمات تدريجياً. كان التحدي الرئيسي لمقدمة أبارات هو التأكد من حصول المستخدمين الإيرانيين لنفس االميزات الموجودة في الخدمات الخارجية. مع وضع هذا الهدف في الاعتبار، تم إطلاق تطبيق Android في ديسمبر. في 12 يناير 2013، أصدرت IRIB فيلمًا وثائقيًا عن الخدمة، تم بثه في برنامج "Café So'al" (نقاش المقاهي) على التلفزيون الوطني. تحتل أبارات المرتبة الثالثة على موقع Alexa ضمن المواقع الإيرانية و 565 على مستوى العالم. يستخدم الموقع أيضًا على نطاق واسع في البلدان المجاورة مثل أفغانستان. 12٪ من الزيارات تأتي من خارج إيران. تطبيق آبارات للهواتف الذكية متاح على Android و iOS و Windows Phone. في أبريل 2015، أنشأت الأمم المتحدة قناتها الرسمية بهدف معلن وهو «توفير مزيد من المعلومات حول أنشطتها في إيران والعالم». لقد قاموا حتى الآن بتحميل حوالي 60 مقطع فيديو. أعرب غاري لويس، المنسق المقيم للأمم المتحدة في جمهورية إيران الإسلامية، عن سعادته بانضمام الأمم المتحدة.

## الوضع الحالي لأبارات (2017)
عرض النطاق الترددي الإجمالي لـ آبارات هو 40 جيجابت في الثانية مع أكثر من أربعة آلاف فيديو مرفوع يوميا. يبلغ عدد الزيارات الشهرية لهذه الخدمة 15 مليون ساعة مشاهدة شهريًا مع أكثر من 25 مليون زائر جديد، 30٪ منهم من غير المقيمين الدائميم و 12٪ منهم من خارج الدولة.

## الإعلانات على ابارات
مصدر الدخل الرئيسي لشركة أبارات يأتي من الإعلانات. تشرف على الإعلانات بالموقع وكالة سابا فيجن للإعلانات.